# 圣公会圣施洗约翰座堂

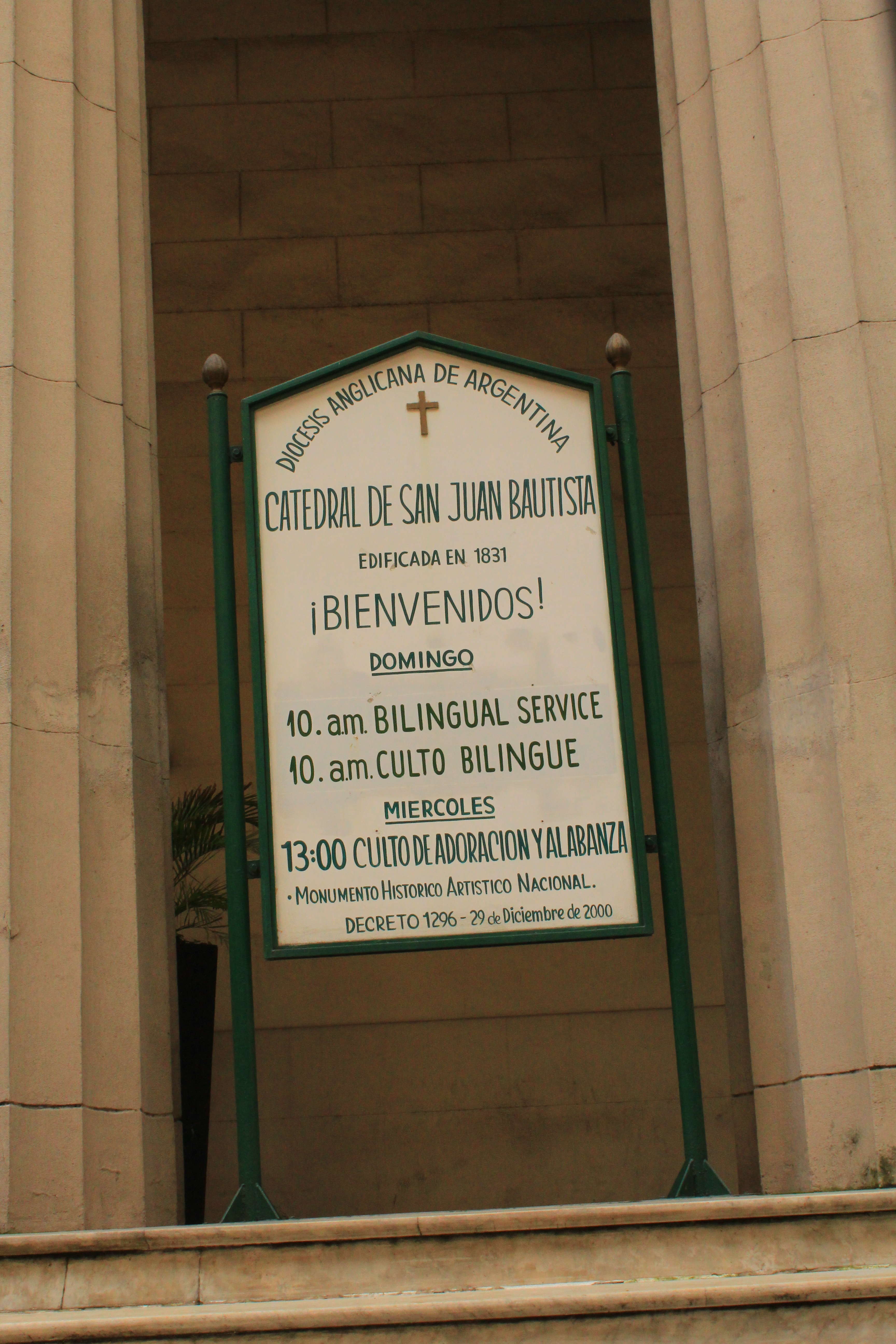

圣公会圣施洗约翰座堂（Anglican Cathedral of St. John the Baptist）是圣公会阿根廷教区的主教座堂，位于阿根廷布宜诺斯艾利斯的五月大街（Mayo）25号，距离阿根廷总统府玫瑰宫仅有三个街区。它是拉丁美洲最古老的非天主教教堂。

## 历史
该堂于1830年动工，1831年竣工，是拉丁美洲最古老的非天主教教堂。
1825年，英国和阿根廷签署条约，允许居住在阿根廷的英国人的宗教信仰得到容忍，可以得到英国政府的慷慨补贴，之后，这座教堂就以创纪录的时间在布宜诺斯艾利斯建造起来。这是一座新古典主义风格的教堂，原址是圣母赎虏会修道院的修士墓地，由当时的阿根廷统治者胡安·曼努埃尔·德·罗萨斯捐赠。
由于距离阿根廷总统府玫瑰宫仅有三个街区，从建成起至今，该堂见证了许多次内战和冲突、围困和革命。随着时间的推移，墙壁上挂满纪念物，窗户上满是花窗玻璃。
该堂是圣公会阿根廷教区的主教座堂，座堂主任牧師格雷戈里·维纳布尔斯的驻地。这里是教区活动的中心，也是一个充满活力的基督教社区。成员来自国内和国外，强调关爱、多样和受欢迎，致力于耶稣基督的福音，与所有人分享上帝的爱。
2000年10月29日，该堂列为阿根廷国家历史与艺术古迹。